# 1. division 2024
La 1. division 2024 è  il campionato di football americano di secondo livello, organizzato dalla DAFF.

## Squadre partecipanti
| Club                             | Città           | Stadio | Sponsor ufficiale | Risultato nella stagione 2023 |
| -------------------------------- | --------------- | ------ | ----------------- | ----------------------------- |
| Amager Demons/ Slagelse Wolfpack | Tårnby/Slagelse |        |                   |                               |
| Frederikssund Oaks               | Frederikssund   |        |                   |                               |
| Herlev Rebels                    | Herlev          |        |                   |                               |
| Odense Badgers                   | Odense          |        |                   |                               |
| Ørestaden Spartans               | Kastrup         |        |                   |                               |

## Stagione regolare

### Prima fase

#### Calendario

##### 1ª giornata
| Kastrup 7 aprile 2024, ore 14:00 | Amager Demons /Slagelse Wolfpack | 12 – 13 referto | Ørestaden Spartans | Tårnby Stadion |

##### 2ª giornata
| Copenaghen 13 aprile 2024, ore 14:00 | Ørestaden Spartans | 0 – 27 referto | Herlev Rebels | Kløvermarken |

##### 3ª giornata
| Frederikssund 27 aprile 2024, ore 14:00 | Frederikssund Oaks | 20 – 16 referto | Amager Demons/ Slagelse Wolfpack | Frederikssund Idrætsby |

##### 4ª giornata
| Copenaghen 4 maggio 2024, ore 14:00 | Ørestaden Spartans | 7 – 20 referto | Odense Badgers | Kløvermarken |

| Herlev 5 maggio 2024, ore 14:00 | Herlev Rebels | 33 – 28 referto | Amager Demons/ Slagelse Wolfpack | Kildegårdsskolen |

##### 5ª giornata
| Kastrup 18 maggio 2024, ore 14:00 | Amager Demons /Slagelse Wolfpack | - – - (annullata) referto | Odense Badgers | Bag Amagerhallen |

##### 6ª giornata
| Herlev 25 maggio 2024, ore 14:00 | Herlev Rebels | 39 – 13 referto | Ørestaden Spartans | Kildegårdsskolen |

##### 7ª giornata
| Frederikssund 1º giugno 2024, ore 14:00 | Frederikssund Oaks | 41 – 0 referto | Odense Badgers | Frederikssund Idrætsby |

| Kastrup 2 giugno 2024, ore 14:00 | Amager Demons /Slagelse Wolfpack | 26 – 36 referto | Herlev Rebels | Bag Amagerhallen |

##### 8ª giornata
| Copenaghen 8 giugno 2024, ore 14:00 | Ørestaden Spartans | 9 – 39 referto | Frederikssund Oaks | Kløvermarken |

##### 9ª giornata
| Frederikssund 22 giugno 2024, ore 14:00 | Frederikssund Oaks | 36 – 23 referto | Herlev Rebels | Frederikssund Idrætsby |

##### 10ª giornata
| Odense 10 agosto 2024, ore 14:00 | Odense Badgers | 6 – 32 referto | Herlev Rebels | Bolbroparken |

| Kastrup 10 agosto 2024, ore 14:00 | Amager Demons /Slagelse Wolfpack | 20 – 21 referto | Frederikssund Oaks | Bag Amagerhallen |

##### 11ª giornata
| Odense 17 agosto 2024, ore 14:00 | Odense Badgers | 20 – 24 referto | Ørestaden Spartans | Bolbroparken |

##### 12ª giornata
| Frederikssund 24 agosto 2024, ore 14:00 | Frederikssund Oaks | 52 – 3 referto | Ørestaden Spartans | Frederikssund Idrætsby |

##### 13ª giornata
| Herlev 31 agosto 2024, ore 14:00 | Herlev Rebels | 28 – 13 referto | Frederikssund Oaks | Kildegårdsskolen |

| Odense 31 agosto 2024, ore 14:00 | Odense Badgers | 0 – 56 referto | Amager Demons/ Slagelse Wolfpack | Bolbroparken |

##### 14ª giornata
| Herlev 7 settembre 2024, ore 14:00 | Herlev Rebels | 50 – 0 (a tavolino) referto | Odense Badgers | Kildegårdsskolen |

| Copenaghen 7 settembre 2024, ore 14:00 | Ørestaden Spartans | 10 – 44 referto | Amager Demons/ Slagelse Wolfpack | Kløvermarken |

##### Recuperi 1
| Odense 15 settembre 2024, ore 14:00 | Odense Badgers | 6 – 55 referto | Frederikssund Oaks | Bolbroparken |

#### Classifica
La classifica della prima fase della regular season è la seguente:
- PCT = percentuale di vittorie, G = partite giocate, V = partite vinte,  P = partite perse, PF = punti fatti, PS = punti subiti

| Pos. | Squadra                          | PCT  | G | V | N | P | PF  | PS  |
| ---- | -------------------------------- | ---- | - | - | - | - | --- | --- |
| 1    | Herlev Rebels                    | .875 | 8 | 7 | 0 | 1 | 268 | 122 |
| 2    | Frederikssund Oaks               | .875 | 8 | 7 | 0 | 1 | 277 | 105 |
| 3    | Amager Demons/ Slagelse Wolfpack | .286 | 7 | 2 | 0 | 5 | 202 | 133 |
| 4    | Ørestaden Spartans               | .250 | 8 | 2 | 0 | 6 | 79  | 253 |
| 5    | Odense Badgers                   | .143 | 7 | 1 | 0 | 6 | 52  | 265 |

## Playoff

### Tabellone
|  | Semifinali | Semifinali                       | Semifinali |  |  | 1. divisions Bowl | 1. divisions Bowl | 1. divisions Bowl |  |
|  |            |                                  |            |  |  |                   |                   |                   |  |
|  | 1          | Herlev Rebels                    |            |  |  |                   |                   |                   |  |
|  | 1          | Herlev Rebels                    |            |  |  |                   |                   |                   |  |
|  | 4          | Ørestaden Spartans               |            |  |  |                   |                   |                   |  |
|  | 4          | Ørestaden Spartans               | TBD        |  |  |                   |                   |                   |  |
|  |            |                                  |            |  |  |                   |                   |                   |  |
|  |            |                                  | TBD        |  |  |                   |                   |                   |  |
|  | 2          | Frederikssund Oaks               |            |  |  |                   |                   |                   |  |
|  | 2          | Frederikssund Oaks               |            |  |  |                   |                   |                   |  |
|  | 3          | Amager Demons/ Slagelse Wolfpack |            |  |  |                   |                   |                   |  |

### Semifinali
| Herlev 22 settembre 2024, ore 14:00 | Herlev Rebels | – referto | Ørestaden Spartans | Kildegårdsskolen |

| Frederikssund 22 settembre 2024, ore 14:00 | Frederikssund Oaks | – referto | Amager Demons/ Slagelse Wolfpack | Frederikssund Idrætsby |

### 1. divisions Bowl
| 2024 | TBD | – | TBD |  |

## Verdetti
- TBD vincitori della 1. division 2024